# The Trentemøller Chronicles
| Recensione | Giudizio |
| ---------- | -------- |
| Pitchfork  | 5,9/10   |

The Trentemøller Chronicles è la prima raccolta del musicista danese Trentemøller, pubblicato il 1º ottobre 2007 dalla Audiomatique Recordings.

## Descrizione
Contiene svariati remix e brani inediti realizzati dal musicista nel periodo tra il 2003 e il 2007 e selezionati dallo stesso in un unico mix, come indicato dal retro del disco.

## Tracce
Testi e musiche di Anders Trentemøller, eccetto dove indicato.

### CD
- CD 1

1. The Forest – 5:59
2. Klodsmajor – 3:10
3. Klovn – McKlaren (Trentemøller Remix) – 5:18 (Torsten Jacobsen, Krede)
4. Snowflake (Live Version) – 7:45
5. Blood in the Streets – 6:26
6. Moan (Trentemøller Remix) – 8:15 (testo: Mikael Simpson)
7. Kink – 5:58
8. Gush – 5:26
9. Physical Fraction – 5:48
10. Killer Kat – 5:28
11. Rykketid – 4:38
12. Always Something Better (Trentemøller Remix) – 7:51 (testo: Richard Davis)
13. Moan (Trentemøller Remix Radio Edit) (Bonus Track) – 3:32 (testo: Mikael Simpson)

- CD 2

1. Röyksopp – What Else Is There? (Trentemøller Remix) – 7:41 (Svein Berge, Torbjørn Brundtland, Karin Dreijer)
2. Mathias Schaffhäuser – Coincidance (Trentemøller Remix) – 7:22 (testo: Mathias Schaffhäuser, Rob Taylor – musica: Mathias Schaffhäuser)
3. The Blacksmoke Organisation – Danger Global Warming (Trentemøller Remix) – 6:05 (testo: Hugh Cornwell – musica: The Blacksmoke Organisation)
4. The Knife – We Share Our Mothers' Health (Trentemøller Remix) – 7:29 (The Knife)
5. Filur – You and I (Trentemøller Free Dub Remix) – 9:06 (Tomas Barfod, Kasper Bjørke, Peter Buch, Pernille Rosendahl)
6. Jokke Ilsøe – Feeling Good (Trentemøller Remix - Chronicles Edit) – 6:19 (Jokke Ilsøe)
7. Robyn – Konichiwa Bitches (Trentemøller Remix) – 6:25 (Robyn, Klas Åhlund)
8. Sharon Phillips – Want 2/Need 2 (Trentemøller Remix) – 6:02 (Sharon Phillips, Ben Hart, Hubee Held, Michael Rodiger)
9. Tomboy – Flamingo (Trentemøller Remix) – 9:05 (Tomas Barfod)
10. Moby – Go (Trentemøller Remix) – 6:46 (Moby, David Lynch, Angelo Badalamenti)
11. Djuma Soundsystem – Les Djinns (Trentemøller Remix) – 6:15 (Djuma Soundsystem)

### LP
- Lato A

1. The Blacksmoke Organisation – Danger Global Warming (Trentemøller Remix) – 6:05 (testo: Hugh Cornwell – musica: The Blacksmoke Organisation)
2. The Forest – 5:59

- Lato B

1. Mathias Schaffhäuser – Coincidance (Trentemøller Remix) – 7:22 (testo: Mathias Schaffhäuser, Rob Taylor – musica: Mathias Schaffhäuser)
2. Jokke Ilsøe – Feeling Good (Trentemøller Remix - Chronicles Edit) – 6:19 (Jokke Ilsøe)

- Lato C

1. Röyksopp – What Else Is There? (Trentemøller Remix) – 7:41 (Svein Berge, Torbjørn Brundtland, Karin Dreijer)
2. Gush – 5:26

- Lato D

1. The Knife – We Share Our Mothers' Health (Trentemøller Remix) – 7:29 (The Knife)
2. Kink – 5:58

## Classifiche
| Classifica (2007)         | Posizione massima |
| ------------------------- | ----------------- |
| Belgio (Fiandre)          | 28                |
| Danimarca                 | 13                |
| Francia                   | 149               |
| Regno Unito (dance)       | 11                |
| Regno Unito (independent) | 32                |